# Apóstolos Papageorgíou
Apóstolos Papageorgíou (grec moderne : Απόστολος Παπαγεωργίου), né le 17 décembre 1906 et mort le 9 septembre 1982, est une personnalité politique grecque.